# Soběšice
Soběšice är en ort i Tjeckien.   Den ligger i regionen Plzeň, i den sydvästra delen av landet, 110 km sydväst om huvudstaden Prag. Soběšice ligger 654 meter över havet och antalet invånare är 385.
Terrängen runt Soběšice är platt åt nordost, men åt sydväst är den kuperad. Terrängen runt Soběšice sluttar norrut. Runt Soběšice är det ganska glesbefolkat, med 35 invånare per kvadratkilometer. Närmaste större samhälle är Strakonice, 16,9 km öster om Soběšice. Omgivningarna runt Soběšice är en mosaik av jordbruksmark och naturlig växtlighet.